# رادان (کوه)
رادان (به صربی: Radan) یک کوه در صربستان است که در کورشوملیا واقع شده‌است. رادان ۱٬۴۰۸ متر بالاتر از سطح دریا واقع شده‌است.